# Dermogenys weberi
Dermogenys weberi је зракоперка из реда Beloniformes.

## Угроженост
Ова врста се сматра рањивом у погледу угрожености врсте од изумирања.

## Распрострањење
Врста има станиште у Индонезији.

## Станиште
Станиште врсте су слатководна подручја.